# Assane Diao
Assane Diao Diaoune (ur. 7 września 2005 w Ndongane) – senegalsko-hiszpański piłkarz, występujący na pozycji napastnika we włoskim klubie Como 1907 oraz reprezentacji Senegalu.

## Sukcesy

### Reprezentacja Hiszpanii

#### U-19
- Mistrzostwo Europy U-19: 2024[1]